# Arcillera
Arcillera es una localidad del municipio de Fonfría, en la provincia de Zamora, comunidad autónoma de Castilla y León, España.
Esta pequeña localidad alistana prehistórica, la cual se encuentra en situación de despoblación, próxima a Ceadea, tiene en su iglesia parroquial su edificio más significativo. En su término fue encontrado un tesoro celtibérico consistente en pulseras o brazaletes que actualmente se exponen en el Museo Británico. Hasta no hace muchos años contó con un floreciente negocio surgido de sus tejares.

## Historia
La existencia del Tesoro de Arcillera, constituido por varias joyas prerromanas encontradas en un recipiente cerámico, tapado con una piedra, en el lugar de Ramallas de la localidad, mostraría la existencia de poblamiento humano en Arcillera desde la Prehistoria.
Más tarde, durante la Edad Media, Arcillera quedó integrado en el Reino de León, cuyos monarcas habrían acometido la repoblación de la localidad dentro del proceso repoblador llevado a cabo en Aliste. Tras la independencia de Portugal del reino leonés, en 1143, la localidad habría sufrido por su situación geográfica los conflictos entre los reinos leonés y portugués por el control de la frontera, quedando estabilizada la situación en Aliste a inicios del siglo XIII, hecho reforzado por la firma del Tratado de Alcañices en 1297.
Posteriormente, en la Edad Moderna, Arcillera estuvo integrado en el partido de Alcañices de la provincia de Zamora, tal y como reflejaba en 1773 Tomás López en Mapa de la Provincia de Zamora. Así, al reestructurarse las provincias y crearse las actuales en 1833, la localidad se mantuvo en la provincia zamorana, dentro de la Región Leonesa, integrándose en 1834 en el partido judicial de Alcañices, dependencia que se prolongó hasta 1983, cuando fue suprimido el mismo e integrado en el partido judicial de Zamora.
En torno a 1850, el antiguo municipio de Arcillera se integró en el de Ceadea, y tras la desaparición de este en 1973 en el de Fonfría. En 1976, Arcillera solicitó su integración en el municipio de Alcañices, si bien la solicitud fue desestimada, permaneciendo en el de Fonfría.

## El Tesoro
Una vitrina del Museo Británico contiene alguna de las joyas del tesoro celtibérico encontrado en un recipiente cerámico, tapado con una piedra, en el lugar de Ramallas o Ravallas de la localidad zamorana de Arcillera. El mismo se compone de tres pulseras o brazaletes y un fragmento de otra joya o artefacto, todas ellas de plata, y veintisiete denarios romanos (20 a. C.).
Algunos autores adjudican el origen a un paraje distinto del indicado en la etiqueta del Museo Británico, dado que en Arcillera no existe el lugar mencionado y porque no hay constancia documental de hallazgos arqueológicos en Arcillera. Para algunos podría ser el castro de San Juan en la vecina localidad de Rabanales, donde Gómez-Moreno catalogó restos entre los que se mencionaban joyas de la misma época.
Estos fueron los hallazgos encontrados en 1935 en la localidad zamorana de Arcillera: 
https://www.britishmuseum.org/collection/search?place=Arcillera

## La chimenea
En la ribera de Arcillera, a apenas un kilómetro de su población, se alza una bella chimenea de mampostería, de la antigua fundición de las minas de estaño. Salvo media docena de sillares de granito que se enmarcan en la boca del tiro, esa torre está ejecutada con pizarra del país, extraída en el propio término y consolidada con una argamasa algo más elaborada que el tendel local. La paradoja es aquí llamativa: la arquitectura popular, definida como preindustrial, es el modelo constructivo para una instalación minera que lejos de ejecutarse con el tradicional ladrillo macizo tan característico, adapta el material local y las técnicas tradicionales.

## Los tejares
Arcillera contó en su día, junto con la vecina Ceadea, con una cierta importancia en el manejo del barro como material de construcción. Los vestigios de esta actividad, hoy han desaparecido en su práctica totalidad debido al trazado de la carretera nacional, pero los tejares estuvieron en actividad hasta tiempos relativamente recientes. En un alarde de ahorro de medios, estos tejares estaban construidos íntegramente con el barro que utilizaban como materia prima, con la sola excepción de las cercas de madera. Adobe, ladrillo y teja formaban una eficaz construcción no exenta de cierto efecto estético producido por la sencillez con que estaba concebida.

## Fiestas
Arcillera venera a San Pedro, el 29 de junio, y a San Ciriaco, el 8 de agosto.